# Steel Wheels
Steel Wheels je 19. britské a 21. americké studiové album britské rockové skupiny The Rolling Stones. Jeho nahrávání probíhalo od března do června 1989 v Air Studios na Montserratu. Album produkovali Chris Kimsey a The Glimmer Twins a vyšlo v srpnu 1989 u vydavatelství Rolling Stones Records a Virgin Records. Jde o poslední album skupiny, na kterém se podílel Bill Wyman. Ten ze skupiny počátkem roku 1993 odešel.

## Seznam skladeb
Autory všech skladeb jsou Mick Jagger a Keith Richards, mimo skladby „Almost Hear You Sigh“ – tu napsali Jagger, Richards a Steve Jordan.
| Strana 1 (LP) | Strana 1 (LP)       | Strana 1 (LP) |
| Pořadí        | Název               | Délka         |
| ------------- | ------------------- | ------------- |
| 1.            | Sad Sad Sad         | 3:35          |
| 2.            | Mixed Emotions      | 4:38          |
| 3.            | Terrifying          | 4:53          |
| 4.            | Hold On to Your Hat | 3:32          |
| 5.            | Hearts for Sale     | 4:40          |
| 6.            | Blinded by Love     | 4:37          |

| Strana 2 (LP)  | Strana 2 (LP)         | Strana 2 (LP) |
| Pořadí         | Název                 | Délka         |
| -------------- | --------------------- | ------------- |
| 7.             | Rock and a Hard Place | 5:25          |
| 8.             | Can't Be Seen         | 4:09          |
| 9.             | Almost Hear You Sigh  | 4:37          |
| 10.            | Continental Drift     | 5:14          |
| 11.            | Break the Spell       | 3:06          |
| 12.            | Slipping Away         | 4:29          |
| Celková délka: | Celková délka:        | 53:03         |

## Obsazení
The Rolling Stones
- Mick Jagger – zpěv, doprovodný zpěv, elektrická kytara, akustická kytara, harmonika
- Keith Richards – elektrická kytara, akustická kytara, doprovodný zpěv, zpěv
- Ronnie Wood – elektrická kytara, akustická kytara, basová kytara, doprovodný zpěv, dobro
- Charlie Watts – bicí
- Bill Wyman – basová kytara

Ostatní hudebníci
- Chuck Leavell – varhany, klavír, klávesy
- Matt Clifford – klávesy, elektrické piano, klavír, clavinet, harmonium
- Sarah Dash – doprovodný zpěv
- Lisa Fischer – doprovodný zpěv
- Bernard Fowler – doprovodný zpěv
- Luis Jardim – perkuse
- Phil Beer – mandolína, housle
- The Kick Horns – žestě
- Roddy Lorimer – trubka
- The Master Musicians of Jajouka led by Bachir Attar – africké nástroje
- Sonia Morgan – doprovodný zpěv
- Tessa Niles – doprovodný zpěv